# Briet mila

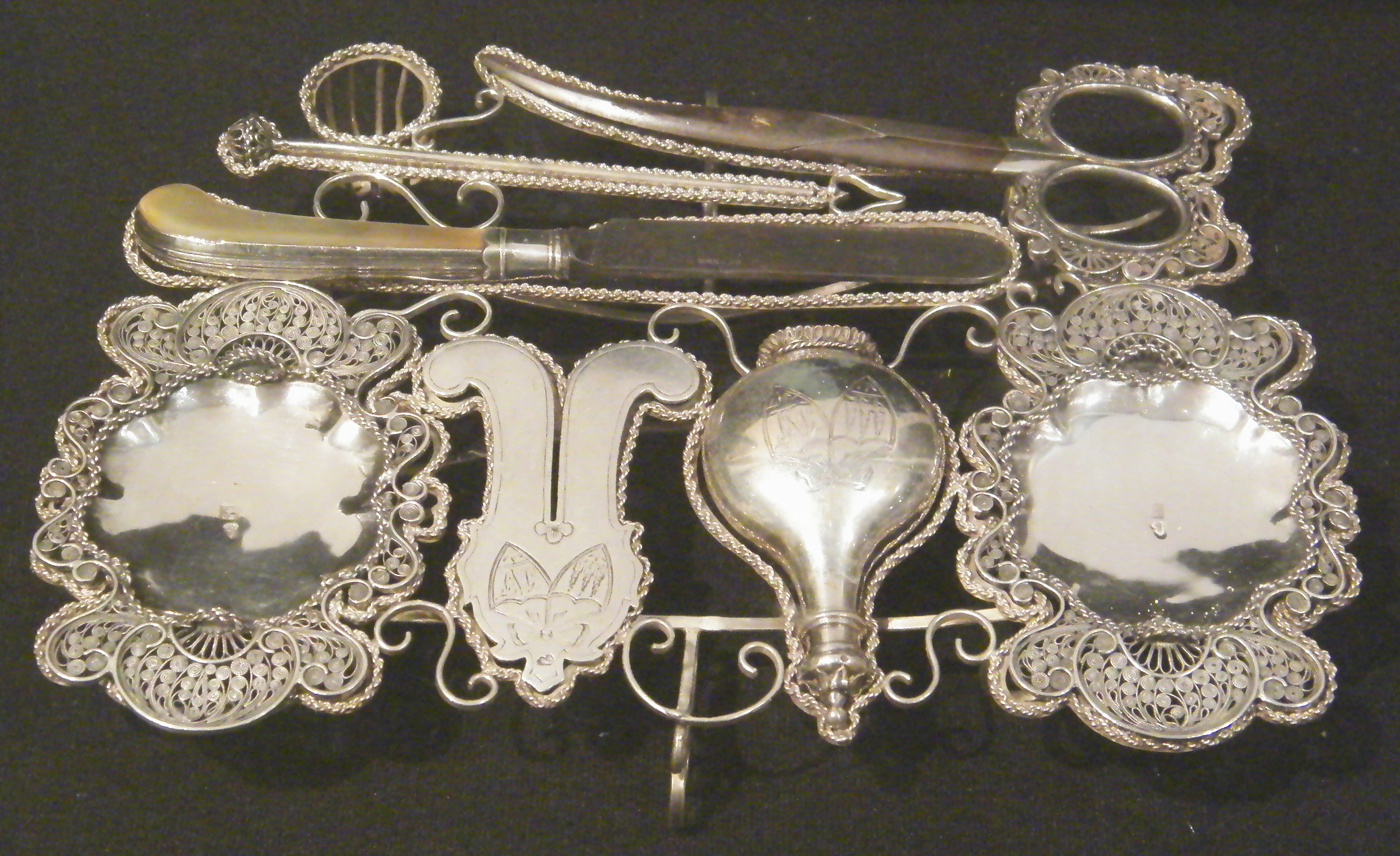
Besnijdenisset uit de 19e eeuw

De briet mila (Hebreeuws: בְּרִית מִילָה, "verbond van besnijdenis"), bries miele of bries hamiele (Nederlands-Jiddisch/Asjkenazische uitspraak) is de rituele besnijdenis van jongens in het jodendom.

## Methode
De besnijdenis wordt uitgevoerd op pasgeboren jongetjes op de achtste dag na hun geboorte. Dit is een belangrijke plicht waar alleen van afgeweken kan worden indien er medische redenen voor zijn. De briet of bris (korte naam) wordt uitgevoerd door een religieuze deskundige, de moheel. In het geval van bekering tot het Jodendom wordt besnijdenis op hogere leeftijd van de man uitgevoerd. Meisjes worden in het jodendom niet besneden. In sommige joodse kringen is het wel gebruikelijk om ook de naamgeving van een meisje feestelijk te vieren. De voorhuid wordt begraven, omdat het een onderdeel vormt van het heilige lichaam dat door God verkregen is.
De besnijdenis wordt naast weekdagen ook op de sjabbat uitgevoerd.

## Religieuze betekenis
De letterlijke betekenis van briet miela geeft ook aan waarom de besnijdenis wordt uitgevoerd, het zou een door God voorgeschreven teken zijn (Genesis 17:9-12) dat een man is opgenomen in het verbond dat God sloot met aartsvader Abraham. Dat verbond hield in dat Abraham bij zijn vrouw Sara, die al oud was, nageslacht zou krijgen, dat het door Gods gekozen volk zou zijn om zijn wetten te volgen (Genesis 17:7). Tevens beloofde God dat dit volk zich zou vestigen in het beloofde land, Kanaän (Genesis 15:18).
De halacha (joodse wet) sluit onbesneden mannen gedeeltelijk buiten uit het jodendom. Een jongen die op zijn 13e verjaardag (bar mitzvah) nog niet besneden is moet dit zelf laten doen. Weigert een onbesneden man zich te laten besnijden, dan kan hij ook niet worden opgeroepen voor de Thoralezing, kan hij volgens sommige rabbinale geleerden niet deelnemen aan een Pesach-seder, en wordt hij ook in verschillende andere zaken als een niet-jood beschouwd.